# 1月7日 (旧暦)
旧暦1月7日（きゅうれきいちがつなのか）は、旧暦1月の7日目である。六曜は先勝である。

## できごと
- 孝安天皇元年（ユリウス暦紀元前392年3月3日） - 第6代天皇・孝安天皇が即位
- 天平神護元年（ユリウス暦765年2月1日） - 天平宝字から天平神護に改元
- 明治元年（グレゴリオ暦1868年1月31日） - 鳥羽・伏見の戦いで幕府軍を破った新政府が「将軍慶喜追討令」を出す

## 誕生日
- 天文12年（ユリウス暦1543年2月10日） - 顕如、浄土真宗の僧、織田信長に対し挙兵（+ 1592年）
- 天保6年（グレゴリオ暦1835年2月4日） - 前島密、近代郵便制度を創設（+ 1919年）
- 安政6年（グレゴリオ暦1859年2月9日） - 秋山好古、軍人（+ 1930年）
- 慶応3年（グレゴリオ暦1867年2月11日） - 上田万年、国語学者（+ 1937年）

## 忌日
- 延徳2年（ユリウス暦1490年1月27日） - 足利義政、室町幕府8代将軍（* 1436年）
- 延徳3年（ユリウス暦1491年2月15日） - 足利義視[1]、武将（* 1439年）
- 順治18年（グレゴリオ暦1661年2月6日） - 順治帝、清の3代皇帝（* 1638年）
- 文政8年（グレゴリオ暦1825年2月24日） - 初世歌川豊国、浮世絵師（* 1769年）

## 記念日・年中行事
- 人日
- 七日正月